# Montacuto
Montacuto (Montèigo in ligure) è un comune italiano di 227 abitanti della provincia di Alessandria, in Piemonte, situato in val Curone, sul torrente Museglia, alle falde del monte Giarolo. Fa parte del territorio delle Quattro province.

## Storia
Sede di un'importante pieve del XIII secolo da cui dipendevano tutte le parrocchie della valle, fu feudo dei marchesi Frascaroli.
Il patrono comunale è san Fermo e si festeggia la seconda domenica di agosto.

### Simboli
Lo stemma del comune di Montacuto è stato concesso con decreto del presidente della Repubblica del 4 marzo 2002.
Nella partizione sinistra sono raffigurate le armi della famiglia Frascaroli.

## Monumenti e luoghi d'interesse
Montacuto possiede i resti del castello, ricostruito nel XVII secolo e in seguito abbandonato e la chiesa di San Pietro, ricostruita in stile barocco nel XVII secolo.

## Società

### Evoluzione demografica
Abitanti censiti

## Geografia antropica

### Frazioni
Il comune comprende le frazioni di Benegassi, Costa dei Ferrai,Roverassa, Giara, Giarolo, Gregassi, Magroforte Inferiore, Poggio, Poldini, Restegassi, Serbaro, Solarolo

## Amministrazione
Di seguito è presentata una tabella relativa alle amministrazioni che si sono succedute in questo comune.
| Periodo           | Periodo           | Primo cittadino          | Partito                      | Carica  | Note  |
| ----------------- | ----------------- | ------------------------ | ---------------------------- | ------- | ----- |
| 14 dicembre 1985  | 23 maggio 1991    | Ettore Marciano          | Democrazia Cristiana         | Sindaco | [ 6 ] |
| 23 maggio 1991    | 10 giugno 1996    | Ettore Marciano          | Democrazia Cristiana         | Sindaco | [ 6 ] |
| 10 giugno 1996    | 17 aprile 2000    | Ettore Marciano          | centro                       | Sindaco | [ 6 ] |
| 17 aprile 2000    | 5 aprile 2005     | Ettore Marciano          | lista civica                 | Sindaco | [ 6 ] |
| 5 aprile 2005     | 30 marzo 2010     | Giovanni Ferrari         | lista civica                 | Sindaco | [ 6 ] |
| 30 marzo 2010     | 31 maggio 2015    | Giovanni Ferrari         | lista civica Stretta di mano | Sindaco | [ 6 ] |
| 31 maggio 2015    | 20 settembre 2020 | Giovanni Ferrari         | lista civica Stretta di mano | Sindaco | [ 6 ] |
| 20 settembre 2020 | in carica         | Piero Frascaroli Calvino | lista civica Stretta di mano | Sindaco | [ 6 ] |

### Altre informazioni amministrative
Il comune faceva parte della Comunità Montana Valli Curone Grue e Ossona.